# تشاك كار
تشاك كار (بالإنجليزية: Chuck Carr)‏ هو لاعب كرة قاعدة أمريكي، ولد في 10 أغسطس 1967 في سان بيرناردينو في الولايات المتحدة.

## وصلات خارجية
- تشاك كار على موقعبيزبول رفرنس.كوم (الدوري الرئيسي) (الإنجليزية)
- تشاك كار على موقعبيزبول رفرنس.كوم (الدوري الثانوي) (الإنجليزية)